# Portugezen
Het Portugese volk (Portugees: os portugueses) is van oorsprong een Zuid-Europees volk, dat uit het land Portugal komt en verwant is met onder anderen Spanjaarden, Fransen en Italianen. Zij spreken vooral Portugees en hangen vaak het rooms-katholieke geloof aan. De Portugezen stammen af van de Kelten en Iberiërs. Later hadden de Romeinen ook een grote invloed op de Portugezen (zie het Portugees). Over de hele wereld zijn er ongeveer 55 miljoen Portugezen, die vooral wonen in: Portugal (10 miljoen), Brazilië (5 miljoen), Verenigde Staten (1,3 miljoen) en Frankrijk (1,2 miljoen).

## Beroemde Portugezen

### Politici
- Antonio Salazar, voormalig minister-president
- Alvaro Cunhal, politicus
- Marcelo Rebelo de Sousa, president
- José Manuel Barroso, voorzitter van de Europese Commissie (2004-2014)
- António Guterres, secretaris-generaal van de Verenigde Naties (2017-)

### Zeevaarders
- Bartolomeu Dias, zeevaarder
- Diogo Cão, zeevaarder
- Vasco da Gama, zeevaarder
- Ferdinand Magellaan, zeevaarder
- Pedro Álvares Cabral, zeevaarder
- Afonso de Albuquerque, zeevaarder

### Kunstenaars
- Fernando Pessoa, dichter
- Sophia de Mello Breyner Andresen, dichter
- Herberto Hélder, dichter
- Gil Vicente, schrijver
- António Lobo Antunes, schrijver
- Almeida Garrett, schrijver
- Camilo Castelo Branco, schrijver
- Eça de Queirós, schrijver
- Ferreira de Castro, schrijver
- José Régio, schrijver
- José Rentes de Carvalho, schrijver, publicist
- José Saramago, schrijver
- Amália Rodrigues, fado-zangeres
- Cristina Branco, fado-zangeres
- Mafalda Arnauth, fado-zangeres
- Mariza, fado-zangeres
- Dulce Pontes, zangeres
- Nuno Bettencourt, gitarist
- Paula Rego, schilder
- Manoel de Oliveira, filmmaker
- Carmen Miranda, zangeres
- Álvaro Siza, architect
- Nelly Furtado, Portugees-Canadees zangeres
- Ana Moura, fado-zangeres
- Carmen Souza, zangeres

### Sporters
- Eusébio da Silva Ferreira voetballer
- José Mourinho, voetbalcoach
- Pedro Pauleta, voetballer
- Joaquim Agostinho, wielrenner
- Nelson Evora, atleet
- Luís Figo, voetballer
- Fábio Coentrão, voetballer
- Sérgio Conceição, voetballer en voetbalcoach
- Cristiano Ronaldo, voetballer
- Pedro Lamy, formule 1-coureur
- Tiago Monteiro, formule 1-coureur
- Ricardo Quaresma, voetballer
- Nani, voetballer
- Maniche, voetballer
- Francis Obikwelu, atleet
- Pepe, voetballer
- Fernanda Ribeiro, atlete
- Renato Sanches, voetballer
- André Gomes, voetballer
- Rui Costa, wielrenner